# Calicotis
Calicotis is een geslacht van vlinders van de familie Stathmopodidae.

## Soorten
- C. animula Meyrick, 1911
- C. crucifera Meyrick, 1889
- C. microgalopsis Lower, 1904
- C. praeusta Meyrick, 1922
- C. rhizomorpha Meyrick, 1927
- C. sialota Turner, 1817
- C. triploesta Turner, 1923